# 河内長野市立天見小学校
河内長野市立天見小学校（かわちながのしりつあまみしょうがっこう）は、大阪府河内長野市にある公立小学校。

## 小規模特認校制度
小規模特認校に指定され、河内長野市内全域から通学できる。この制度は2000年に導入され、大阪府内では適用第一号である。
校区（天見・岩瀬・流谷の各地区と清水地区の一部）外からの入学・転入学希望者は、毎年11月におこなわれる募集に応募する。翌年1月に面談がおこなわれ、それらを基に河内長野市教育委員会が入学の可否を判断し、1～2月に教育委員会から保護者宛に通学先の変更通知が送られることにより、翌年度から天見小学校へ入学・転入学できることとなる。
天見小学校では1学年の定員を20人と設定し、募集人員は、20人から校区指定地域の通学児童数と、既に小規模特認校制度で通学している児童数を差し引いた余りの人数である。2009年時点では、在籍児童の約6割が小規模特認校制度による通学者である。
通学方法は鉄道を利用しての通学であり（定期代は全額自己負担）、自家用車等での学校までの送迎は認められていない。これに同意できることが、小規模特認校制度で入学する条件の一つとなる。
小規模特認校制度で入学した天見小学校の卒業生で、公立中学校に進学する場合、居住地の校区にある河内長野市立の中学校、天見小学校の校区指定地域の進学先である河内長野市立東中学校のいずれかを選択できるようになっている。

## 沿革
- 1892年 - 現在の天見保育園の土地に天見村立尋常小学校として開校。
- 1941年 - 国民学校令により天見国民学校と称する。
- 1947年 - 学制改革により天見村立天見小学校と称する。
- 1954年 - 合併・市制施行により現校名に改称。
- 2000年 - 小規模特認校に指定。

## 交通
- 南海高野線 天見駅 北へ約300m。